# Blackbox
Blackbox はBrad Hughes によって開発されたXウィンドウマネージャである。
軽快かつ簡素さを売りにしたデスクトップ環境である。小さなコードと軽快な動作と共に、魅力的な外見を持つ。しかしその小ささ故に、他のウィンドウマネージャで提供されているようないくつかの標準的な機能は、他のアプリケーション・プラグインにより提供される。例えばホットキーは Blackbox それ自体では定義されていない。またメニュー及びテーマの管理はテキストエディタを用いて行われる。これらについては、GUI による設定ツールも存在する。
Blackbox は MIT License の元にリリースされている。

## Blackbox に由来するウィンドウマネージャ
- Fluxbox
- Openbox
- LainOS に搭載されている LainWM
- Waimea